# Dragon Trainer (film 2025)
Dragon Trainer (How to Train Your Dragon) è un film del 2025 sceneggiato, diretto e co-prodotto da Dean DeBlois.
Tratto dal libro Come addestrare un drago scritto nel 2003 da Cressida Cowell, è il remake in live action dell'omonimo film d'animazione del 2010. I personaggi principali del film sono interpretati da Mason Thames, Nico Parker, Nick Frost, Julian Dennison, Gabriel Howell, Bronwyn James, Harry Trevaldwyn, Ruth Codd e Gerard Butler che riprende il ruolo di Stoick dal film animato.

## Trama
Il villaggio vichingo di Berk è frequentemente attaccato dai draghi, che rubano il bestiame e mettono in pericolo i suoi abitanti. Hiccup, il figlio sedicenne del capo Stoick l'Immenso, non essendo fisicamente forte come gli altri suoi pari, è relegato nella forgia del villaggio, creando dispositivi meccanici. Durante un'incursione dei draghi, il ragazzo abbatte un drago raro, la Furia Buia. Determinato a dimostrare il suo valore a sé stesso e alla tribù, Hiccup trova la creatura intrappolata, ma esita a finirla e alla fine la libera, sorprendendosi quando il drago lo risparmia prima di fuggire.
Nel frattempo, Stoick raccoglie la sua flotta per trovare e distruggere il famigerato “nido dei draghi”, luogo di rifugio di tutte le bestie alate, e affida il compito a Skaracchio, fabbro del villaggio, di tenere delle lezioni di combattimento con i draghi, iscrivendo Hiccup in una classe con altri suoi coetanei.
Tornato nella foresta, quest'ultimo trova la Furia Buia, incapace di volare perché la trappola del ragazzo ha strappato metà della coda dell'animale. Hiccup fa amicizia con il drago, chiamandolo "Sdentato" per i suoi denti retrattili e costruisce un'imbracatura e una protesi permettendo a Sdentato di volare, ma solo se c'è Hiccup a cavalcarlo.
Hiccup, imparando il comportamento dei draghi da Sdentato, riesce nel suo addestramento e guadagna l'ammirazione degli altri giovani, suscitando tuttavia il sospetto in Astrid, ragazza del gruppo, di cui Hiccup è innamorato. Intanto, la flotta di Stoick fa ritorno al villaggio, non essendo riuscito a trovare e distruggere il nido dei draghi. Dopo aver appreso che deve uccidere un drago per il suo esame finale, Hiccup tenta di fuggire con Sdentato, ma Astrid li scopre. Hiccup la porta su in volo per mostrare che Sdentato è amichevole e per farla ricredere sulla natura dei draghi. Durante il volo, Sdentato è attratto in un nido di draghi dove un enorme bestia, la Morte Rossa, comanda i draghi più piccoli per essere nutrito, i quali obbediscono per evitare di essere mangiati. Rendendosi conto che i draghi attaccano Berk per poter sopravvivere, Astrid vuole informare il villaggio, ma Hiccup si rifiuta di farlo per proteggere Sdentato.
Arrivato il giorno del suo esame finale, Hiccup affronta un drago ma il suo vero scopo è quello di dimostrare, davanti a tutti i presenti, che i draghi possono essere pacifici. Tuttavia Stoick, che assiste alla scena, si infuria e fa agitare il drago che attacca Hiccup. Fortunatamente Sdentato, avvertendo che il ragazzo è in pericolo, arriva per proteggerlo ma viene catturato dagli altri vichinghi. Infuriato, Stoick affronta Hiccup, fino a quando il ragazzo involontariamente rivela la posizione del nido dei draghi, affermando inoltre che solo un drago può trovarlo. Deluso, Stoick rinnega il figlio e si dirige verso il nido con Sdentato, incatenato, che guida i vichinghi. Rimasto indietro, Hiccup raduna e insegna agli altri ragazzi a fare amicizia con i draghi usati per l'addestramento e a cavalcarli; il gruppo parte dunque dopo la flotta.
Arrivati al nido dei draghi, Stoick e i suoi vichinghi risvegliano la Morte Rossa, che facilmente li domina. In quel momento arrivano Hiccup e gli altri ragazzi, che distraggono l'enorme drago mentre Hiccup tenta di liberare Sdentato, aiutato da Stoick. L'uomo si scusa sia con Hiccup che con Sdentato per non averli ascoltati. Di nuovo insieme, il ragazzo e la Furia Buia si lanciano in una feroce battaglia aerea contro la Morte Rossa, attaccando le ali dell'enorme drago e sparando nella bocca della bestia un colpo al plasma, che lo porta a schiantarsi al terreno, uccidendolo. Durante la fuga dall'esplosione, Hiccup cade e, perdendo i sensi, finisce tra le fiamme, non prima di essere salvato da Sdentato.
Più tardi, Hiccup si sveglia a Berk insieme a Sdentato, ma a causa del combattimento ha perso la gamba sinistra. Ormai legati più che mai, anche grazie alle menomazioni che li affliggono, i due scoprono anche che i draghi vivono pacificamente nel villaggio insieme ai vichinghi. Grazie alle nuove protesi realizzate da Skaracchio sia per Hiccup che per Sdentato, i due si liberano in volo, pronti a vivere una nuova vita insieme.

## Produzione
I piani per un remake live-action di Dragon Trainer del 2010 sono stati confermati a febbraio 2023, con Dean DeBlois che torna a lavorare sulla sceneggiatura e in cabina di regista dopo aver precedentemente prodotto e diretto la trilogia originale. Anche John Powell ritorna a comporre la colonna sonora per il film.

## Promozione
Il teaser trailer del film è stato distribuito il 19 novembre 2024 insieme al poster.

## Distribuzione
Il film è uscito nelle sale nordamericane e italiane il 13 giugno 2025, distribuito da Universal Pictures.

### Edizione italiana
Come per i tre capitoli animati, i dialoghi e la direzione del doppiaggio sono curati da Marco Mete, per conto della CDC Sefit Group. Nell'edizione italiana del film, Dario Oppido subentra a Roberto Draghetti come doppiatore di Gerard Butler/Stoick.
In uno dei primi trailer del film, i personaggi principali hanno le voci dei doppiatori dei film d'animazione.

## Accoglienza

### Incassi
Il film ha incassato 262078145 $ in Nord America e 364305000 $ nel resto del mondo, per un totale di 626383145 $. In Italia ha incassato 9143252 €.

### Critica
Su Rotten Tomatoes il 76% delle recensioni è positivo, su Metacritic il voto medio è di 61/100.
Antonio Cuomo, su Movieplayer.it, ha elogiato la capacità del film e del regista Dean DeBlois di riproporre lo stesso intreccio e la stessa componente emotiva dell'originale animato in modo non stucchevole.

## Sequel
Il 2 aprile 2025, due mesi prima dell'uscita del film, è stato confermato al CinemaCon lo sviluppo del remake in live-action tratto dal secondo film, Dragon Trainer 2 (2014), con l'uscita prevista per l'11 giugno 2027.